# جان بی. هندرسون
جان بروکس هندرسون (به انگلیسی: John Brooks Henderson) سناتور سابق عضو حزب جمهوری‌خواه ایالات متحده آمریکا بود. وی در سال ۱۸۶۲ تا ۱۸۶۳ و ۱۸۶۳ تا ۱۸۶۵ و ۱۸۶۵ تا ۱۸۶۹ میلادی سناتور ایالت میزوری در سنای ایالات متحده آمریکا بود.